# Marjan Hammersma
Martha Johanna (Marjan) Hammersma (Hilversum, 11 november 1964) is een Nederlandse bestuurder en topambtenaar. Anno 2017 is zij secretaris-generaal van het ministerie van Onderwijs, Cultuur en Wetenschap.
Hammersma studeerde enige tijd sociologie aan de Universiteit Utrecht (1983-1985) en studeerde in 1989 af in communicatiewetenschap aan de Universiteit van Amsterdam. In 1995 rondde ze een postdoctorale opleiding communicatie- en mediastrategie af aan de Rijksuniversiteit Groningen. Van 1990 tot 2005 werkte Hammersma bij de Nederlandse Publieke Omroep (NPO), waar ze zich bezig hield met het kijk- en luisteronderzoek en uiteindelijk hoofd van deze afdeling zou worden.
In 2005 maakte Marjan Hammersma de overstap naar het Ministerie van Onderwijs, Cultuur en Wetenschap (OCW), waar ze van 2005 tot 2012 directeur Media, Letteren en Bibliotheken was (en vanaf 2007 plaatsvervangend directeur-generaal). In 2012 werd ze gepromoveerd tot directeur-generaal Media en Cultuur, en in 2016 tot secretaris-generaal als opvolger van Hans van der Vlist.
Op 2 juni 2022 meldt BNR Nieuwsradio dat een klokkenluider binnen de NPO in de zomer van 2020 vertrouwelijke gesprekken heeft gevoerd met Marjan Hammersma over het omzeilen van het salarisplafond voor presentatoren bij de NPO. Volgens BNR Nieuwsradio had Marjan Hammersma ten tijde van de gesprekken met de klokkenluider een persoonlijke relatie met Shula Rijxman, de toenmalig bestuursvoorzitter van de NPO en had de klokkenluider na haar gesprekken met Marjan Hammersma niets meer over haar melding heeft vernomen.
Op 16 juni 2022 gaf de minister van OCW, Robbert Dijkgraaf de Auditdienst Rijk opdracht onderzoek te doen naar de wijze waarop er binnen OCW omgegaan is met de melding van de klokkenluider bij de NPO.
Op 27 september 2022 liet Dijkgraaf per brief aan de Tweede Kamer weten dat ‘in deze casus de standaard procedure niet gevolgd is’ en dat hij er alles aan zal doen om zo’n situatie in de toekomst te voorkomen. In NOS Nieuws benadrukt Dijkgraaf dat niet blijkt dat secretaris-generaal Hammersma niet te goeder trouw heeft gehandeld en dat er geen reden is om aan haar integriteit te twijfelen.

## Voetnoten en referenties
1. 1 2 3  (en) Culture is Digital - Digital is Culture p. 57. Forum d'Avignon Ruhr. Gearchiveerd op 8 juni 2022. Geraadpleegd op 23 juni 2017.
2. ↑  Ministerie van Binnenlandse Zaken en Koninkrijksrelaties, drs. M.J. (Marjan) Hammersma. www.algemenebestuursdienst.nl. Geraadpleegd op 23 juni 2017.
3. 1 2  Ministerie van Binnenlandse Zaken en Koninkrijksrelaties, Marjan Hammersma secretaris-generaal bij OCW. www.algemenebestuursdienst.nl. Gearchiveerd op 29 mei 2019. Geraadpleegd op 23 juni 2017.
4. 1 2  Drs. M.J. (Marjan) Hammersma. www.parlement.com. Gearchiveerd op 16 mei 2020. Geraadpleegd op 23 juni 2017.
5. ↑  Gevolgen van digitalisering voor de publieke informatievoorziening - SCP. www.scp.nl. Geraadpleegd op 23 juni 2017.
6. ↑  Marjan Hammersma opvolger Judtih van Kranendonk op als directeur-generaal OCW ~ De Erfgoedstem. De Erfgoedstem (26 februari 2012). Gearchiveerd op 28 september 2020. Geraadpleegd op 23 juni 2017.
7. 1 2  Topambtenaar zet klokkenluider NPO in de kou, Kamerleden willen uitleg. BNR Nieuwsradio (2 juni 2022). Gearchiveerd op 20 juni 2022. Geraadpleegd op 17 juni 2022.
8. ↑  Robbert Dijkgraaf, Brief regering, Opdrachtverlening aan de Auditdienst Rijk over een melding over de NPO. De minister van Onderwijs, Cultuur en Wetenschap (16 juni 2022). Gearchiveerd op 11 september 2023. Geraadpleegd op 17 juni 2022.
9. ↑  Toekomst mediabeleid[dode link]. www.tweedekamer.nl (31 december 1969). Geraadpleegd op 31 augustus 2023.
10. ↑  Dijkgraaf: afhandeling melding klokkenluider NPO niet correct. nos.nl (27 september 2022). Gearchiveerd op 31 augustus 2023. Geraadpleegd op 31 augustus 2023.